# Mimma Zavoli
Mimma Zavoli (* 13. Februar 1963 in Santarcangelo di Romagna) ist eine san-marinesische Politikerin. Sie war vom 1. April bis 1. Oktober 2017 eine der beiden Capitani Reggenti (Staatsoberhäupter) von San Marino.

## Leben
Mimma Zavoli wurde 1963 im italienischen Santarcangelo di Romagna als Kind aus San Marino ausgewanderter Bauern geboren. Sie hat eine Ausbildung als Kindergärtnerin und arbeitete ab 1980 als Erzieherin im Kindergarten und dem 1981 gegründeten Kinderhort (asilo nido). Seit 2006 ist sie Arbeitsinspektorin.
Mimma Zavoli ist verheiratet und hat zwei Kinder.

## Politik
Sie war von 1977 bis 1989 Mitglied der christdemokratischen PDCS und gehörte dem Gemeinderat (Giunta di Castello) von Città di San Marino an. Sie gehörte 2012 zu den Gründern von Civico 10 und wurde bei den Wahlen vom November 2012 in das san-marinesische Parlament, den Consiglio Grande e Generale, gewählt. Sie gehörte zur san-marinesischen Delegation bei der Interparlamentarischen Union (IPU).
2016 wurde Mimma Zavoli erneut auf der Liste von Civico 10 ins Parlament gewählt. Sie gehört dem Innen- und Justizausschuss, sowie dem Consiglio dei XII an und ist Mitglied der Delegation bei der IPU. Am 16. März 2017 wurde sie gemeinsam mit Vanessa D’Ambrosio zum Capitano Reggente (Staatsoberhaupt) von San Marino für die Periode vom 1. April bis 1. Oktober 2017 gewählt. Dies war das erste Mal, dass es gleichzeitig zwei weibliche Capitani Reggenti gab.